# 퀴라소 축구 국가대표팀
퀴라소 축구 국가대표팀(네덜란드어: Curaçaos voetbalelftal)은 퀴라소를 대표하는 축구 국가대표팀으로 퀴라소 축구 연맹에서 운영하고 있다. 1924년 4월 6일 아루바와의 국제 A매치 데뷔전을 4-0 승리로 장식했으며 현재 스타디온 에르길리오 하토를 홈 구장으로 사용하고 있다. 2010년 10월 10일부로 네덜란드령 안틸레스의 해체로 출범한 퀴라소 자치령이 FIFA에 가입하면서 구 네덜란드령 안틸레스 축구 국가대표팀의 기록을 승계받았다.

## 국제 대회 경력

### CONCACAF 골드컵
골드컵 본선에는 전신인 CONCACAF 선수권 대회(4회 출전)를 포함해 7번 출전하여 이 중 2번의 대회(1963년, 1969년)에서 3위에 입상했고 2000년대 이후로는 2번 출전하여 2019년 대회에서 골드컵으로 명칭이 바뀐 이후 사상 처음으로 8강에 올랐다.

### CONCACAF 네이션스리그

#### 2019-20 리그 A
2019-20 CONCACAF 네이션스리그 예선 4위로 리그 A에 편입된 퀴라소는 강호 코스타리카, 2019년 골드컵 4강팀인 아이티와 함께 D조에 배정되었다. 이후 아이티와의 첫 2연전에서 1승 1무(1차전 1-0 승, 2차전 1-1 무)를 기록했고 코스타리카와의 2연전에서는 1무 1패(3차전 0-0 무, 최종전 0-1 패)를 기록하며 1승 2무 1패·조 2위로 통산 7번째 골드컵 본선 진출을 확정지었다.

### 카리브컵
카리브컵 본선에는 4번 출전하여 이 가운데 마지막 대회인 2017년 대회에서 2전 전승으로 우승컵을 들어올렸고 나머지 3번의 대회에서는 모두 조별리그에서 탈락했다.

## 기타 국제 대회 경력
2019년 킹스컵에서 2018년 AFF 스즈키컵 챔피언 베트남을 상대로 승부차기까지 가는 대접전 끝에 5-4로 승리를 거두면서 2017년 카리브컵 이후 2년만에 다시 국제 대회 우승컵을 들어올리면서 북중미 국가로서는 처음으로 킹스컵 우승의 기쁨을 누렸다. 그리고 중앙아메리카·카리브해 경기 대회에서는 금메달 2개, 은메달 3개, 동메달 1개를 획득했고 ABCS 국제 축구 대회에서는 2번의 준우승을 차지했으며 1963년 필립 시가컵에서는 우승을 차지했다. 또한 2004년 폴라컵에서도 우승컵을 들어올렸고 준우승도 2번 차지했으며 2004년 파르보 비에르컵에서도 우승을 차지했다.

## FIFA 월드컵 (본선)
| 년도   | 결과                       | 순위                       | 경기                       | 승                         | 무*                        | 패                         | 득점                       | 실점                       | 승점                       |
| ------ | -------------------------- | -------------------------- | -------------------------- | -------------------------- | -------------------------- | -------------------------- | -------------------------- | -------------------------- | -------------------------- |
| 1930년 | 불참                       | 불참                       | 불참                       | 불참                       | 불참                       | 불참                       | 불참                       | 불참                       | 불참                       |
| 1934년 | 불참                       | 불참                       | 불참                       | 불참                       | 불참                       | 불참                       | 불참                       | 불참                       | 불참                       |
| 1938년 | 불참                       | 불참                       | 불참                       | 불참                       | 불참                       | 불참                       | 불참                       | 불참                       | 불참                       |
| 1950년 | 불참                       | 불참                       | 불참                       | 불참                       | 불참                       | 불참                       | 불참                       | 불참                       | 불참                       |
| 1954년 | 불참                       | 불참                       | 불참                       | 불참                       | 불참                       | 불참                       | 불참                       | 불참                       | 불참                       |
| 1958년 | 네덜란드령 안틸레스로 참가 | 네덜란드령 안틸레스로 참가 | 네덜란드령 안틸레스로 참가 | 네덜란드령 안틸레스로 참가 | 네덜란드령 안틸레스로 참가 | 네덜란드령 안틸레스로 참가 | 네덜란드령 안틸레스로 참가 | 네덜란드령 안틸레스로 참가 | 네덜란드령 안틸레스로 참가 |
| 1962년 | 네덜란드령 안틸레스로 참가 | 네덜란드령 안틸레스로 참가 | 네덜란드령 안틸레스로 참가 | 네덜란드령 안틸레스로 참가 | 네덜란드령 안틸레스로 참가 | 네덜란드령 안틸레스로 참가 | 네덜란드령 안틸레스로 참가 | 네덜란드령 안틸레스로 참가 | 네덜란드령 안틸레스로 참가 |
| 1966년 | 네덜란드령 안틸레스로 참가 | 네덜란드령 안틸레스로 참가 | 네덜란드령 안틸레스로 참가 | 네덜란드령 안틸레스로 참가 | 네덜란드령 안틸레스로 참가 | 네덜란드령 안틸레스로 참가 | 네덜란드령 안틸레스로 참가 | 네덜란드령 안틸레스로 참가 | 네덜란드령 안틸레스로 참가 |
| 1970년 | 네덜란드령 안틸레스로 참가 | 네덜란드령 안틸레스로 참가 | 네덜란드령 안틸레스로 참가 | 네덜란드령 안틸레스로 참가 | 네덜란드령 안틸레스로 참가 | 네덜란드령 안틸레스로 참가 | 네덜란드령 안틸레스로 참가 | 네덜란드령 안틸레스로 참가 | 네덜란드령 안틸레스로 참가 |
| 1974년 | 네덜란드령 안틸레스로 참가 | 네덜란드령 안틸레스로 참가 | 네덜란드령 안틸레스로 참가 | 네덜란드령 안틸레스로 참가 | 네덜란드령 안틸레스로 참가 | 네덜란드령 안틸레스로 참가 | 네덜란드령 안틸레스로 참가 | 네덜란드령 안틸레스로 참가 | 네덜란드령 안틸레스로 참가 |
| 1978년 | 네덜란드령 안틸레스로 참가 | 네덜란드령 안틸레스로 참가 | 네덜란드령 안틸레스로 참가 | 네덜란드령 안틸레스로 참가 | 네덜란드령 안틸레스로 참가 | 네덜란드령 안틸레스로 참가 | 네덜란드령 안틸레스로 참가 | 네덜란드령 안틸레스로 참가 | 네덜란드령 안틸레스로 참가 |
| 1982년 | 네덜란드령 안틸레스로 참가 | 네덜란드령 안틸레스로 참가 | 네덜란드령 안틸레스로 참가 | 네덜란드령 안틸레스로 참가 | 네덜란드령 안틸레스로 참가 | 네덜란드령 안틸레스로 참가 | 네덜란드령 안틸레스로 참가 | 네덜란드령 안틸레스로 참가 | 네덜란드령 안틸레스로 참가 |
| 1986년 | 네덜란드령 안틸레스로 참가 | 네덜란드령 안틸레스로 참가 | 네덜란드령 안틸레스로 참가 | 네덜란드령 안틸레스로 참가 | 네덜란드령 안틸레스로 참가 | 네덜란드령 안틸레스로 참가 | 네덜란드령 안틸레스로 참가 | 네덜란드령 안틸레스로 참가 | 네덜란드령 안틸레스로 참가 |
| 1990년 | 네덜란드령 안틸레스로 참가 | 네덜란드령 안틸레스로 참가 | 네덜란드령 안틸레스로 참가 | 네덜란드령 안틸레스로 참가 | 네덜란드령 안틸레스로 참가 | 네덜란드령 안틸레스로 참가 | 네덜란드령 안틸레스로 참가 | 네덜란드령 안틸레스로 참가 | 네덜란드령 안틸레스로 참가 |
| 1994년 | 네덜란드령 안틸레스로 참가 | 네덜란드령 안틸레스로 참가 | 네덜란드령 안틸레스로 참가 | 네덜란드령 안틸레스로 참가 | 네덜란드령 안틸레스로 참가 | 네덜란드령 안틸레스로 참가 | 네덜란드령 안틸레스로 참가 | 네덜란드령 안틸레스로 참가 | 네덜란드령 안틸레스로 참가 |
| 1998년 | 네덜란드령 안틸레스로 참가 | 네덜란드령 안틸레스로 참가 | 네덜란드령 안틸레스로 참가 | 네덜란드령 안틸레스로 참가 | 네덜란드령 안틸레스로 참가 | 네덜란드령 안틸레스로 참가 | 네덜란드령 안틸레스로 참가 | 네덜란드령 안틸레스로 참가 | 네덜란드령 안틸레스로 참가 |
| 2002년 | 네덜란드령 안틸레스로 참가 | 네덜란드령 안틸레스로 참가 | 네덜란드령 안틸레스로 참가 | 네덜란드령 안틸레스로 참가 | 네덜란드령 안틸레스로 참가 | 네덜란드령 안틸레스로 참가 | 네덜란드령 안틸레스로 참가 | 네덜란드령 안틸레스로 참가 | 네덜란드령 안틸레스로 참가 |
| 2006년 | 네덜란드령 안틸레스로 참가 | 네덜란드령 안틸레스로 참가 | 네덜란드령 안틸레스로 참가 | 네덜란드령 안틸레스로 참가 | 네덜란드령 안틸레스로 참가 | 네덜란드령 안틸레스로 참가 | 네덜란드령 안틸레스로 참가 | 네덜란드령 안틸레스로 참가 | 네덜란드령 안틸레스로 참가 |
| 2010년 | 네덜란드령 안틸레스로 참가 | 네덜란드령 안틸레스로 참가 | 네덜란드령 안틸레스로 참가 | 네덜란드령 안틸레스로 참가 | 네덜란드령 안틸레스로 참가 | 네덜란드령 안틸레스로 참가 | 네덜란드령 안틸레스로 참가 | 네덜란드령 안틸레스로 참가 | 네덜란드령 안틸레스로 참가 |
| 2014년 | 예선 탈락                  | 예선 탈락                  | 예선 탈락                  | 예선 탈락                  | 예선 탈락                  | 예선 탈락                  | 예선 탈락                  | 예선 탈락                  | 예선 탈락                  |
| 2018년 | 예선 탈락                  | 예선 탈락                  | 예선 탈락                  | 예선 탈락                  | 예선 탈락                  | 예선 탈락                  | 예선 탈락                  | 예선 탈락                  | 예선 탈락                  |
| 2022년 | 예선 탈락                  | 예선 탈락                  | 예선 탈락                  | 예선 탈락                  | 예선 탈락                  | 예선 탈락                  | 예선 탈락                  | 예선 탈락                  | 예선 탈락                  |
| 2026년 | 미정                       | 미정                       | 미정                       | 미정                       | 미정                       | 미정                       | 미정                       | 미정                       | 미정                       |
| 합계   |                            |                            |                            |                            |                            |                            |                            |                            |                            |

## FIFA 월드컵 (예선)
| 년도   | 경기                                        | 승                                          | 무*                                         | 패                                          | 득점                                        | 실점                                        | 승점                                        |
| ------ | ------------------------------------------- | ------------------------------------------- | ------------------------------------------- | ------------------------------------------- | ------------------------------------------- | ------------------------------------------- | ------------------------------------------- |
| 1930년 | 불참                                        | 불참                                        | 불참                                        | 불참                                        | 불참                                        | 불참                                        | 불참                                        |
| 1934년 | 불참                                        | 불참                                        | 불참                                        | 불참                                        | 불참                                        | 불참                                        | 불참                                        |
| 1938년 | 불참                                        | 불참                                        | 불참                                        | 불참                                        | 불참                                        | 불참                                        | 불참                                        |
| 1950년 | 불참                                        | 불참                                        | 불참                                        | 불참                                        | 불참                                        | 불참                                        | 불참                                        |
| 1954년 | 불참                                        | 불참                                        | 불참                                        | 불참                                        | 불참                                        | 불참                                        | 불참                                        |
| 1958년 | 3                                           | 1                                           | 0                                           | 2                                           | 4                                           | 7                                           | 3                                           |
| 1962년 | 6                                           | 2                                           | 2                                           | 2                                           | 4                                           | 14                                          | 8                                           |
| 1966년 | 4                                           | 1                                           | 2                                           | 1                                           | 2                                           | 3                                           | 5                                           |
| 1970년 | 4                                           | 1                                           | 0                                           | 3                                           | 3                                           | 9                                           | 3                                           |
| 1974년 | 5                                           | 0                                           | 2                                           | 3                                           | 4                                           | 19                                          | 2                                           |
| 1978년 | 2                                           | 0                                           | 0                                           | 2                                           | 1                                           | 9                                           | 0                                           |
| 1982년 | 4                                           | 0                                           | 3                                           | 1                                           | 1                                           | 2                                           | 3                                           |
| 1986년 | 2                                           | 0                                           | 1                                           | 1                                           | 0                                           | 4                                           | 1                                           |
| 1990년 | 4                                           | 2                                           | 0                                           | 2                                           | 4                                           | 7                                           | 6                                           |
| 1994년 | 2                                           | 0                                           | 1                                           | 1                                           | 1                                           | 4                                           | 1                                           |
| 1998년 | 2                                           | 0                                           | 1                                           | 1                                           | 1                                           | 2                                           | 1                                           |
| 2002년 | 2                                           | 0                                           | 1                                           | 1                                           | 1                                           | 6                                           | 1                                           |
| 2006년 | 4                                           | 1                                           | 0                                           | 3                                           | 4                                           | 8                                           | 3                                           |
| 2010년 | 4                                           | 2                                           | 1                                           | 1                                           | 3                                           | 1                                           | 7                                           |
| 2014년 | 6                                           | 2                                           | 1                                           | 3                                           | 15                                          | 15                                          | 7                                           |
| 2018년 | 6                                           | 1                                           | 3                                           | 2                                           | 5                                           | 6                                           | 6                                           |
| 2022년 | 6                                           | 3                                           | 2                                           | 1                                           | 16                                          | 3                                           | 11                                          |
| 2026년 | 미정                                        | 미정                                        | 미정                                        | 미정                                        | 미정                                        | 미정                                        | 미정                                        |
| 합계   | 66                                          | 16                                          | 20                                          | 30                                          | 69                                          | 119                                         | 68                                          |
| 순위   | 월드컵 예선 승점 순위 : 115위 (북중미 14위) | 월드컵 예선 승점 순위 : 115위 (북중미 14위) | 월드컵 예선 승점 순위 : 115위 (북중미 14위) | 월드컵 예선 승점 순위 : 115위 (북중미 14위) | 월드컵 예선 승점 순위 : 115위 (북중미 14위) | 월드컵 예선 승점 순위 : 115위 (북중미 14위) | 월드컵 예선 승점 순위 : 115위 (북중미 14위) |

## CONCACAF 골드컵(본선)
| 북중미 골드컵 본선 기록 | 북중미 골드컵 본선 기록            | 북중미 골드컵 본선 기록            | 북중미 골드컵 본선 기록            | 북중미 골드컵 본선 기록            | 북중미 골드컵 본선 기록            | 북중미 골드컵 본선 기록            | 북중미 골드컵 본선 기록            | 북중미 골드컵 본선 기록            | 북중미 골드컵 본선 기록            |
| 년도                    | 결과                               | 순위                               | 경기                               | 승                                 | 무*                                | 패                                 | 득점                               | 실점                               | 승점                               |
| ----------------------- | ---------------------------------- | ---------------------------------- | ---------------------------------- | ---------------------------------- | ---------------------------------- | ---------------------------------- | ---------------------------------- | ---------------------------------- | ---------------------------------- |
| 1963년                  | 결승리그                           | 3위                                | 6                                  | 3                                  | 0                                  | 3                                  | 10                                 | 8                                  | 9                                  |
| 1965년                  | 결선리그                           | 5위                                | 5                                  | 0                                  | 2                                  | 3                                  | 4                                  | 16                                 | 2                                  |
| 1967년                  | 예선 탈락                          | 예선 탈락                          | 예선 탈락                          | 예선 탈락                          | 예선 탈락                          | 예선 탈락                          | 예선 탈락                          | 예선 탈락                          | 예선 탈락                          |
| 1969년                  | 결선리그                           | 3위                                | 5                                  | 2                                  | 1                                  | 2                                  | 9                                  | 12                                 | 7                                  |
| 1971년                  | 기권                               | 기권                               | 기권                               | 기권                               | 기권                               | 기권                               | 기권                               | 기권                               | 기권                               |
| 1973년                  | 결선리그                           | 6위                                | 5                                  | 0                                  | 2                                  | 3                                  | 4                                  | 19                                 | 2                                  |
| 1977년                  | 예선 탈락                          | 예선 탈락                          | 예선 탈락                          | 예선 탈락                          | 예선 탈락                          | 예선 탈락                          | 예선 탈락                          | 예선 탈락                          | 예선 탈락                          |
| 1981년                  | 예선 탈락                          | 예선 탈락                          | 예선 탈락                          | 예선 탈락                          | 예선 탈락                          | 예선 탈락                          | 예선 탈락                          | 예선 탈락                          | 예선 탈락                          |
| 1985년                  | 예선 탈락                          | 예선 탈락                          | 예선 탈락                          | 예선 탈락                          | 예선 탈락                          | 예선 탈락                          | 예선 탈락                          | 예선 탈락                          | 예선 탈락                          |
| 1989년                  | 예선 탈락                          | 예선 탈락                          | 예선 탈락                          | 예선 탈락                          | 예선 탈락                          | 예선 탈락                          | 예선 탈락                          | 예선 탈락                          | 예선 탈락                          |
| 1991년                  | 예선 탈락                          | 예선 탈락                          | 예선 탈락                          | 예선 탈락                          | 예선 탈락                          | 예선 탈락                          | 예선 탈락                          | 예선 탈락                          | 예선 탈락                          |
| 1993년                  | 기권                               | 기권                               | 기권                               | 기권                               | 기권                               | 기권                               | 기권                               | 기권                               | 기권                               |
| 1996년                  | 예선 탈락                          | 예선 탈락                          | 예선 탈락                          | 예선 탈락                          | 예선 탈락                          | 예선 탈락                          | 예선 탈락                          | 예선 탈락                          | 예선 탈락                          |
| 1998년                  | 예선 탈락                          | 예선 탈락                          | 예선 탈락                          | 예선 탈락                          | 예선 탈락                          | 예선 탈락                          | 예선 탈락                          | 예선 탈락                          | 예선 탈락                          |
| 2000년                  | 예선 탈락                          | 예선 탈락                          | 예선 탈락                          | 예선 탈락                          | 예선 탈락                          | 예선 탈락                          | 예선 탈락                          | 예선 탈락                          | 예선 탈락                          |
| 2002년                  | 불참                               | 불참                               | 불참                               | 불참                               | 불참                               | 불참                               | 불참                               | 불참                               | 불참                               |
| 2003년                  | 예선 탈락                          | 예선 탈락                          | 예선 탈락                          | 예선 탈락                          | 예선 탈락                          | 예선 탈락                          | 예선 탈락                          | 예선 탈락                          | 예선 탈락                          |
| 2005년                  | 기권                               | 기권                               | 기권                               | 기권                               | 기권                               | 기권                               | 기권                               | 기권                               | 기권                               |
| 2007년                  | 예선 탈락                          | 예선 탈락                          | 예선 탈락                          | 예선 탈락                          | 예선 탈락                          | 예선 탈락                          | 예선 탈락                          | 예선 탈락                          | 예선 탈락                          |
| 2009년                  | 예선 탈락                          | 예선 탈락                          | 예선 탈락                          | 예선 탈락                          | 예선 탈락                          | 예선 탈락                          | 예선 탈락                          | 예선 탈락                          | 예선 탈락                          |
| 2011년                  | 예선 탈락                          | 예선 탈락                          | 예선 탈락                          | 예선 탈락                          | 예선 탈락                          | 예선 탈락                          | 예선 탈락                          | 예선 탈락                          | 예선 탈락                          |
| 2013년                  | 예선 탈락                          | 예선 탈락                          | 예선 탈락                          | 예선 탈락                          | 예선 탈락                          | 예선 탈락                          | 예선 탈락                          | 예선 탈락                          | 예선 탈락                          |
| 2015년                  | 예선 탈락                          | 예선 탈락                          | 예선 탈락                          | 예선 탈락                          | 예선 탈락                          | 예선 탈락                          | 예선 탈락                          | 예선 탈락                          | 예선 탈락                          |
| 2017년                  | 조별리그                           | 11위                               | 3                                  | 0                                  | 0                                  | 3                                  | 0                                  | 6                                  | 0                                  |
| 2019년                  | 8강                                | 8위                                | 4                                  | 1                                  | 1                                  | 2                                  | 2                                  | 3                                  | 4                                  |
| 2021년                  | ?                                  | ?위                                | ?                                  | ?                                  | ?                                  | ?                                  | ?                                  | ?                                  | ?                                  |
| 합계                    | 7회 진출(7/26)                     | 3위(2회)                           | 28                                 | 6                                  | 6                                  | 16                                 | 29                                 | 64                                 | 24                                 |
| 순위                    | CONCACAF 북중미 골드컵 순위 : 14위 | CONCACAF 북중미 골드컵 순위 : 14위 | CONCACAF 북중미 골드컵 순위 : 14위 | CONCACAF 북중미 골드컵 순위 : 14위 | CONCACAF 북중미 골드컵 순위 : 14위 | CONCACAF 북중미 골드컵 순위 : 14위 | CONCACAF 북중미 골드컵 순위 : 14위 | CONCACAF 북중미 골드컵 순위 : 14위 | CONCACAF 북중미 골드컵 순위 : 14위 |

### CONCACAF 골드컵(예선)
| 1963년 | 2                                          | 2                                          | 0                                          | 0                                          | 4                                          | 1                                          | 6                                          |                                            |                                            |
| 1965년 | 자동진출(자메이카, 트리니다드 토바고 기권) | 자동진출(자메이카, 트리니다드 토바고 기권) | 자동진출(자메이카, 트리니다드 토바고 기권) | 자동진출(자메이카, 트리니다드 토바고 기권) | 자동진출(자메이카, 트리니다드 토바고 기권) | 자동진출(자메이카, 트리니다드 토바고 기권) | 자동진출(자메이카, 트리니다드 토바고 기권) | 자동진출(자메이카, 트리니다드 토바고 기권) | 자동진출(자메이카, 트리니다드 토바고 기권) |
| 1967년 | 4                                          | 0                                          | 2                                          | 2                                          | 4                                          | 6                                          | 2                                          |                                            |                                            |
| 1969년 | 자동진출(엘살바도르 실격)                  | 자동진출(엘살바도르 실격)                  | 자동진출(엘살바도르 실격)                  | 자동진출(엘살바도르 실격)                  | 자동진출(엘살바도르 실격)                  | 자동진출(엘살바도르 실격)                  | 자동진출(엘살바도르 실격)                  |                                            |                                            |
| 1971년 | 기권                                       | 기권                                       | 기권                                       | 기권                                       | 기권                                       | 기권                                       | 기권                                       |                                            |                                            |
| 1973년 | 자동진출(자메이카 기권)                    | 자동진출(자메이카 기권)                    | 자동진출(자메이카 기권)                    | 자동진출(자메이카 기권)                    | 자동진출(자메이카 기권)                    | 자동진출(자메이카 기권)                    | 자동진출(자메이카 기권)                    |                                            |                                            |
| 1977년 | 2                                          | 0                                          | 0                                          | 2                                          | 1                                          | 9                                          | 0                                          |                                            |                                            |
| 1981년 | 4                                          | 0                                          | 3                                          | 1                                          | 1                                          | 2                                          | 3                                          |                                            |                                            |
| 1985년 | 2                                          | 0                                          | 1                                          | 1                                          | 0                                          | 4                                          | 1                                          |                                            |                                            |
| 1989년 | 4                                          | 2                                          | 0                                          | 2                                          | 4                                          | 7                                          | 6                                          |                                            |                                            |
| 1991년 | 2                                          | 0                                          | 0                                          | 2                                          | 0                                          | 5                                          | 0                                          |                                            |                                            |
| 1993년 | 기권                                       | 기권                                       | 기권                                       | 기권                                       | 기권                                       | 기권                                       | 기권                                       |                                            |                                            |
| 1996년 | 5                                          | 3                                          | 1                                          | 1                                          | 11                                         | 11                                         | 10                                         |                                            |                                            |
| 1998년 | 1                                          | 0                                          | 0                                          | 1                                          | 1                                          | 2                                          | 0                                          |                                            |                                            |
| 2000년 | 6                                          | 2                                          | 1                                          | 3                                          | 8                                          | 13                                         | 7                                          |                                            |                                            |
| 2002년 | 불참                                       | 불참                                       | 불참                                       | 불참                                       | 불참                                       | 불참                                       | 불참                                       |                                            |                                            |
| 2003년 | 4                                          | 1                                          | 1                                          | 2                                          | 3                                          | 6                                          | 4                                          |                                            |                                            |
| 2005년 | 기권                                       | 기권                                       | 기권                                       | 기권                                       | 기권                                       | 기권                                       | 기권                                       |                                            |                                            |
| 2007년 | 3                                          | 0                                          | 1                                          | 2                                          | 1                                          | 7                                          | 1                                          |                                            |                                            |
| 2009년 | 5                                          | 1                                          | 1                                          | 3                                          | 5                                          | 11                                         | 4                                          |                                            |                                            |
| 2011년 | 3                                          | 0                                          | 1                                          | 2                                          | 5                                          | 7                                          | 1                                          |                                            |                                            |
| 2013년 | 3                                          | 0                                          | 0                                          | 3                                          | 2                                          | 11                                         | 0                                          |                                            |                                            |
| 2015년 | 9                                          | 2                                          | 3                                          | 4                                          | 11                                         | 15                                         | 9                                          |                                            |                                            |
| 2017년 | 6                                          | 5                                          | 0                                          | 1                                          | 18                                         | 4                                          | 15                                         |                                            |                                            |
| 2019년 | 4                                          | 3                                          | 0                                          | 1                                          | 22                                         | 2                                          | 9                                          |                                            |                                            |
| 2021년 | 4                                          | 1                                          | 2                                          | 1                                          | 3                                          | 3                                          | 5                                          |                                            |                                            |
| 합계   | 73                                         | 20                                         | 17                                         | 34                                         | 104                                        | 126                                        | 83                                         |                                            |                                            |

## 카리브컵
| 카리브컵 기록 | 카리브컵 기록  | 카리브컵 기록 | 카리브컵 기록 | 카리브컵 기록 | 카리브컵 기록 | 카리브컵 기록 | 카리브컵 기록 | 카리브컵 기록 | 카리브컵 기록 |
| 년도          | 결과           | 순위          | 경기          | 승            | 무*           | 패            | 득점          | 실점          | 승점          |
| ------------- | -------------- | ------------- | ------------- | ------------- | ------------- | ------------- | ------------- | ------------- | ------------- |
| 1989년        | 조별리그       | 4위           | 2             | 0             | 2             | 0             | 2             | 2             | 2             |
| 1990년        | 예선 탈락      | 예선 탈락     | 예선 탈락     | 예선 탈락     | 예선 탈락     | 예선 탈락     | 예선 탈락     | 예선 탈락     | 예선 탈락     |
| 1991년        | 예선 탈락      | 예선 탈락     | 예선 탈락     | 예선 탈락     | 예선 탈락     | 예선 탈락     | 예선 탈락     | 예선 탈락     | 예선 탈락     |
| 1992년        | 예선 탈락      | 예선 탈락     | 예선 탈락     | 예선 탈락     | 예선 탈락     | 예선 탈락     | 예선 탈락     | 예선 탈락     | 예선 탈락     |
| 1993년        | 기권           | 기권          | 기권          | 기권          | 기권          | 기권          | 기권          | 기권          | 기권          |
| 1994년        | 불참           | 불참          | 불참          | 불참          | 불참          | 불참          | 불참          | 불참          | 불참          |
| 1995년        | 예선 탈락      | 예선 탈락     | 예선 탈락     | 예선 탈락     | 예선 탈락     | 예선 탈락     | 예선 탈락     | 예선 탈락     | 예선 탈락     |
| 1996년        | 예선 탈락      | 예선 탈락     | 예선 탈락     | 예선 탈락     | 예선 탈락     | 예선 탈락     | 예선 탈락     | 예선 탈락     | 예선 탈락     |
| 1997년        | 예선 탈락      | 예선 탈락     | 예선 탈락     | 예선 탈락     | 예선 탈락     | 예선 탈락     | 예선 탈락     | 예선 탈락     | 예선 탈락     |
| 1998년        | 조별리그       | 7위           | 3             | 0             | 0             | 3             | 2             | 9             | 0             |
| 1999년        | 예선 탈락      | 예선 탈락     | 예선 탈락     | 예선 탈락     | 예선 탈락     | 예선 탈락     | 예선 탈락     | 예선 탈락     | 예선 탈락     |
| 2001년        | 불참           | 불참          | 불참          | 불참          | 불참          | 불참          | 불참          | 불참          | 불참          |
| 2005년        | 기권           | 기권          | 기권          | 기권          | 기권          | 기권          | 기권          | 기권          | 기권          |
| 2007년        | 예선 탈락      | 예선 탈락     | 예선 탈락     | 예선 탈락     | 예선 탈락     | 예선 탈락     | 예선 탈락     | 예선 탈락     | 예선 탈락     |
| 2008년        | 예선 탈락      | 예선 탈락     | 예선 탈락     | 예선 탈락     | 예선 탈락     | 예선 탈락     | 예선 탈락     | 예선 탈락     | 예선 탈락     |
| 2010년        | 예선 탈락      | 예선 탈락     | 예선 탈락     | 예선 탈락     | 예선 탈락     | 예선 탈락     | 예선 탈락     | 예선 탈락     | 예선 탈락     |
| 2012년        | 예선 탈락      | 예선 탈락     | 예선 탈락     | 예선 탈락     | 예선 탈락     | 예선 탈락     | 예선 탈락     | 예선 탈락     | 예선 탈락     |
| 2014년        | 조별리그       | 6위           | 3             | 0             | 0             | 3             | 5             | 10            | 0             |
| 2017년        | 우승           | 1위           | 2             | 2             | 0             | 0             | 4             | 2             | 6             |
| 합계          | 4회 진출(4/19) | 우승(1회)     | 10            | 2             | 2             | 6             | 13            | 23            | 8             |

## 주요 선수
- 엘로이 롬
- 다릴 라치만
- 샤논 카르멜리아
- 레안드로 바쿠나
- 헤바로 네포무세노
- 엘손 호이
- 쿠코 마르티나

## 역대 감독
| 감독                      | 임기        |
| ------------------------- | ----------- |
| 파트릭 클라위버르트       | 2015 ~ 2016 |
| 거스 히딩크               | 2020 ~ 2021 |
| 파트릭 클라위버르트(대행) | 2021        |
| 딕 아드보카트             | 2024 ~      |

## 같이 보기
- 네덜란드령 안틸레스 축구 국가대표팀
- 아루바 축구 국가대표팀
- 보네르 축구 국가대표팀
- 신트마르턴 축구 국가대표팀
- 네덜란드 축구 국가대표팀